# Glaspyramide im Innenhof des Louvre

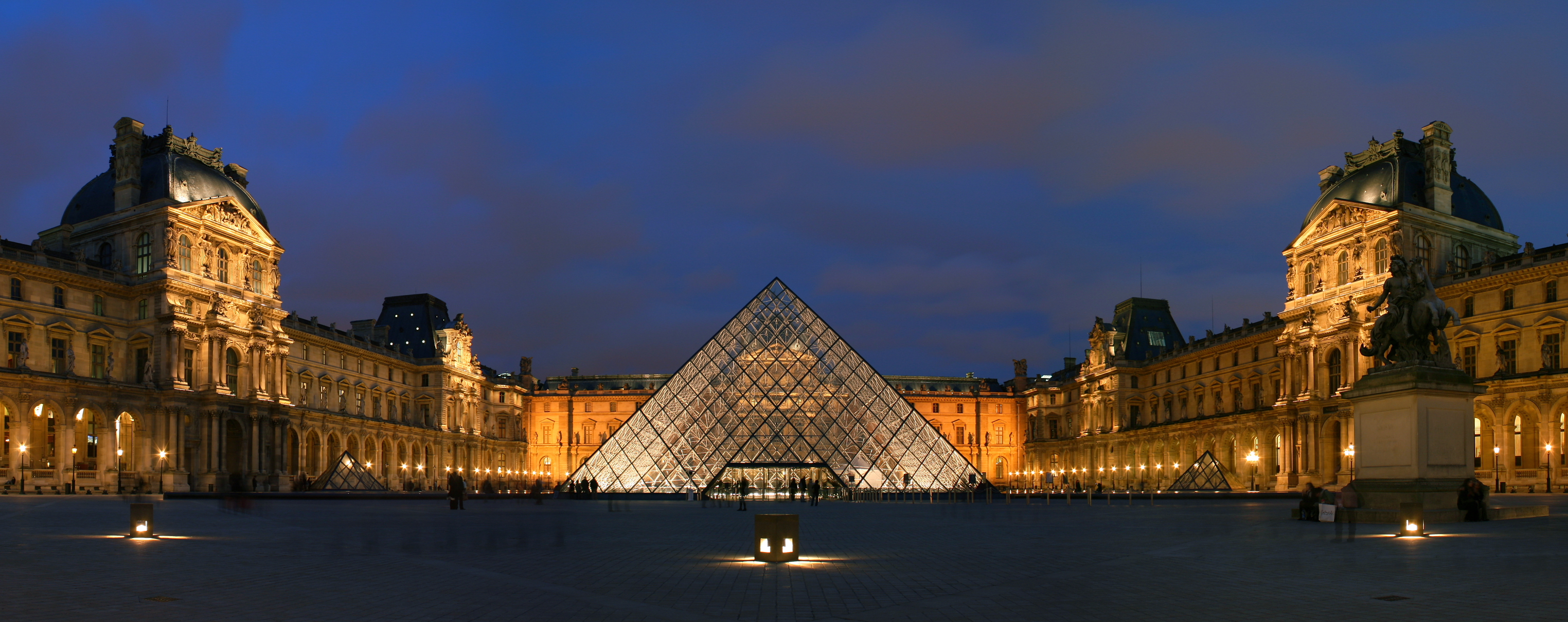
Glaspyramide bei Nacht …

… und bei Tag

Glaspyramide in Nahansicht

Die Glaspyramide im Innenhof des Louvre wurde von 1985 bis 1989 gebaut und dient als Haupteingang für das Museum des Louvre in der französischen Hauptstadt Paris.

## Geschichte

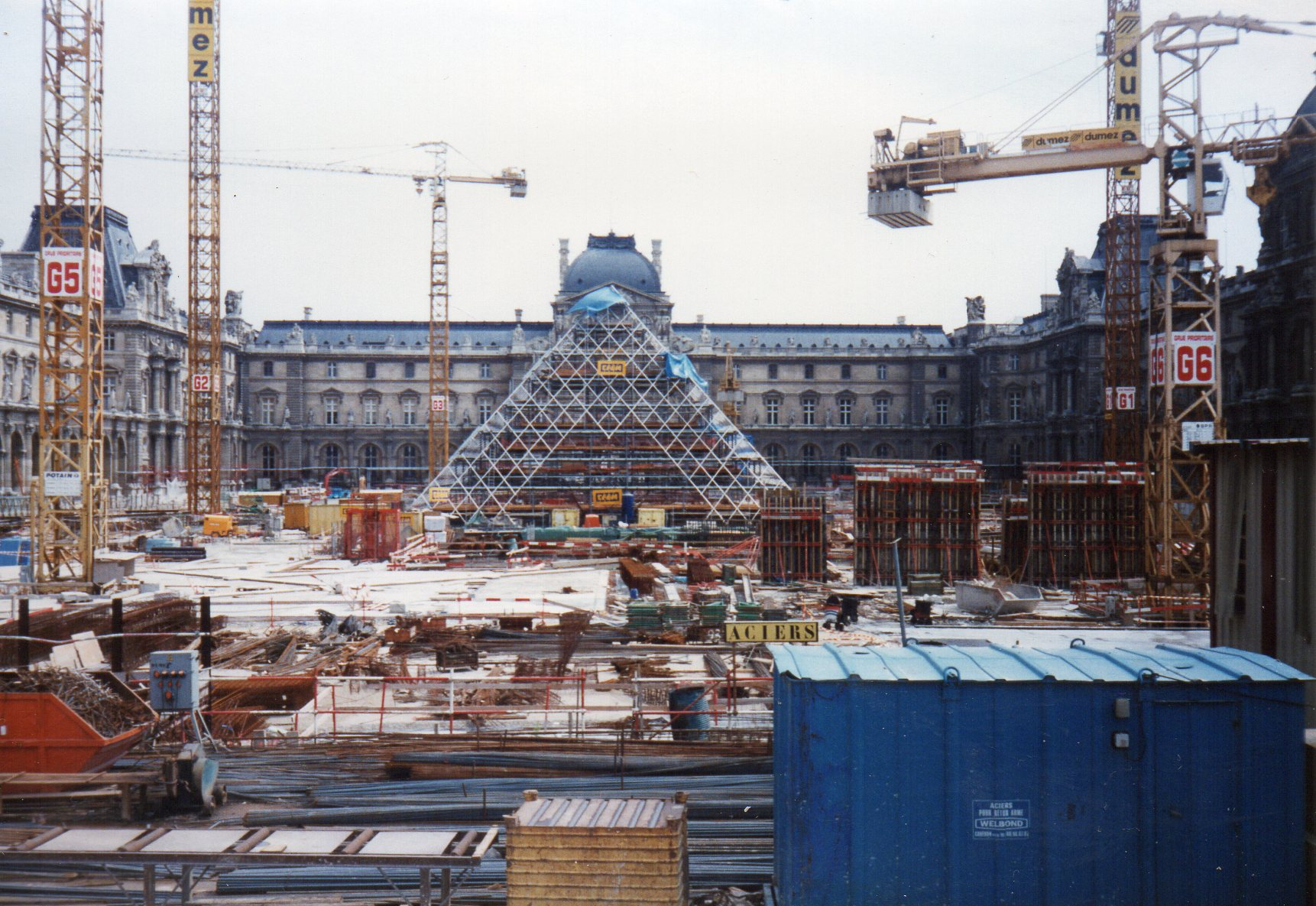
Glaspyramide im Bau 1987

Bereits 1792 baute man eine hölzerne Pyramide, die aber nur kurze Zeit stand und als Gedenkstätte der Märtyrer der Revolution diente. 1889 war anlässlich der 100-Jahr-Feier des Sturms auf die Bastille der Bau einer klassischen Steinpyramide geplant. Doch dieser Plan wurde nie umgesetzt.
Zweihundert Jahre nach der Französischen Revolution war das Projekt des „Grand Louvre“ mit dem neuen Haupteingang durch die Pyramide Teil der „Grands Projets“ des französischen Staatspräsidenten François Mitterrand, zu denen auch die Grande Arche de La Défense, das Institut du Monde Arabe, die Bibliothèque nationale de France und weitere monumentale Bauprojekte gehörten. Mitterrands Idee war es, den Palais du Louvre in das größte Museum der Welt umzuwandeln. Dafür sollten ein neuer Eingang mit einer unterirdischen Halle gebaut werden, der bisherige Ministeriumsflügel entkernt sowie Tiefgaragen angelegt werden. Mitterrand erteilte für das Gesamtvorhaben einen Direktauftrag an den berühmten chinesisch-amerikanischen Architekten Ieoh Ming Pei.
Die Pyramide war anfänglich heftig umstritten und provozierte den Spott der Kritiker, die behaupteten, Mitterrand habe hier die Grabkammer der Sozialisten errichten lassen. Auf Vorwürfe gegen die Form, die mit Grabstätten assoziiert wird, erwiderte Pei:

„Die Form ist älter als alle ägyptischen Modelle. Außerdem ist sie dort aus Stein und schwer, ein Werk für die Toten. Meine Pyramide ist leicht, ist Leben.“

Da die alten Ägypter als Winkelmessinstrument die Zwölfknotenschnur verwendeten, ist die Steigung von ägyptischen Pyramiden immer rational. Im Gegensatz dazu ist die Steigung der Glaspyramide von Pei eine irrationale Zahl.
Mitterrand eröffnete die Glaspyramide am 29. März 1989. Nach diesem ersten Bauabschnitt folgte bis 1993 ein weiterer Ausbau des Museumskomplexes.

## Daten
Die Pyramide besteht aus 603 rautenförmigen und 70 dreieckigen Glassegmenten. Sie ist 21,64 Meter hoch, 35,42 Meter breit und etwa 180 Tonnen schwer. Der Steigungswinkel von etwa 51 Grad kann aus dem Goldenen Schnitt hergeleitet werden. Der genaue theoretische Steigungswinkel ist {\displaystyle \arctan({\sqrt {5}}-1)\approx 51,03^{\circ }.}

## Glaspyramide des Louvre in der Popkultur
Im Film Edge of Tomorrow endet der Hauptkampf unter der Glaspyramide.
Der Film The Da Vinci Code – Sakrileg endet an der Glaspyramide, denn dort findet der Protagonist Robert Langdon, gespielt von Tom Hanks, angeblich das Grab von Maria Magdalena.